# Bolesław Kusiński
Bolesław Kusiński (ur. 3 października 1891 w Radomsku, zm. 1940 w Kalininie) – kapitan intendent rezerwy Wojska Polskiego i nadkomisarz Policji Państwowej, ofiara zbrodni katyńskiej.

## Życiorys
Bolesław Kusiński urodził się 3 października 1891 w Radomsku, w rodzinie Antoniego i Franciszki z Olszewskich. Członek Polskiej Organizacji Wojskowej. W okresie I wojny światowej żołnierz Legionów Polskich. Od 11 listopada 1918 roku do 31 grudnia 1918 roku oraz od 1 lipca 1919 roku w Wojsku Polskim. 3 maja 1922 roku został zweryfikowany w stopniu porucznika ze starszeństwem z dniem 1 czerwca 1919 roku i 434. lokatą w korpusie oficerów administracji, w dziale gospodarczym. Jego oddziałem macierzystym był wówczas Wojskowy Okręgowy Zakład Gospodarczy Nr X w Przemyślu. W 1923 roku pełnił służbę w Okręgowym Zakładzie Gospodarczym Nr 10 w Przemyślu. W 1924 roku pozostawał w Kadrze Oficerów Korpusu Intendentury przy Departamencie VII Intendentury Ministerstwa Spraw Wojskowych będąc oficerem nadetatowym Okręgowego Zakładu Gospodarczego Nr 10.
W tym samym roku został przeniesiony do kontrwywiadu Korpusu Ochrony Pogranicza. W 1926 roku przedstawiciel Oddziału II Sztabu Generalnego w dowództwie KOP. Następnie został przeniesiony do kadry Departamentu Piechoty Ministerstwa Spraw Wojskowych i przydzielony do Ministerstwa Spraw Wewnętrznych. Z dniem 31 sierpnia 1928 roku został przeniesiony do rezerwy. W 1934 roku jako porucznik rezerwy administracji pozostawał w ewidencji Powiatowej Komendy Uzupełnień Warszawa Miasto III. Na stopień kapitana został mianowany ze starszeństwem z 19 marca 1939 i 8. lokatą w korpusie oficerów intendentów rezerwy, grupa intendentów.
Od 1 września 1928 roku w Policji Państwowej w randze nadkomisarza; pracował w Komendzie Głównej. 11 sierpnia 1936 roku został przeniesiony do dyspozycji komendanta głównego Policji Państwowej. Od 29 maja 1937 roku do września 1939 roku był zastępcą komendanta Policji Państwowej miasta stołecznego Warszawy. 
W czasie kampanii wrześniowej 1939 roku dostał się do sowieckiej niewoli. Przebywał w obozie w Ostaszkowie. W czasie pobytu w obozie prowadził pracę uświadamiającą wśród więzionych tam policjantów, za co był przez 72 dni przetrzymywany w areszcie. Wiosną 1940 roku został zamordowany przez funkcjonariuszy NKWD w Kalininie (obecnie Twer) i pogrzebany w Miednoje. Od 2 września 2000 roku spoczywa na Polskim Cmentarzu Wojennym w Miednoje.
4 października 2007 roku został pośmiertnie awansowany na stopień podinspektora Policji. 

## Ordery i odznaczenia
- Krzyż Niepodległości z Mieczami (3 maja 1932)[11]
- Krzyż Walecznych (po raz pierwszy w 1921)[12]
- Złoty Krzyż Zasługi
- Srebrny Krzyż Zasługi (23 listopada 1929)[13]
- Krzyż Kampanii Wrześniowej 1939 r. (pośmiertnie, 1 stycznia 1986)[14]

## Upamiętnienie
4 kwietnia 2011 roku na terenie Gimnazjum nr 3 im. Janusza Kusocińskiego przy ul. Siennickiej 17 w Mińsku Mazowieckim uroczyście posadzono poświęcony mu Dąb Pamięci. Powstała również niewielka publikacja na jego temat.